# Schenk von Nideggen (Adelsgeschlecht)
Dieser Artikel wurde auf der Qualitätssicherungsseite der Redaktion Geschichte eingetragen (dort auch Hinweise zur Abarbeitung dieses Wartungsbausteins), weil er noch inhaltliche oder formale Mängel hat. Bitte hilf mit, die genannten Einwände zu klären und etwaige Mängel dieses Artikels zu beseitigen, und beteilige dich bitte an der Diskussion!

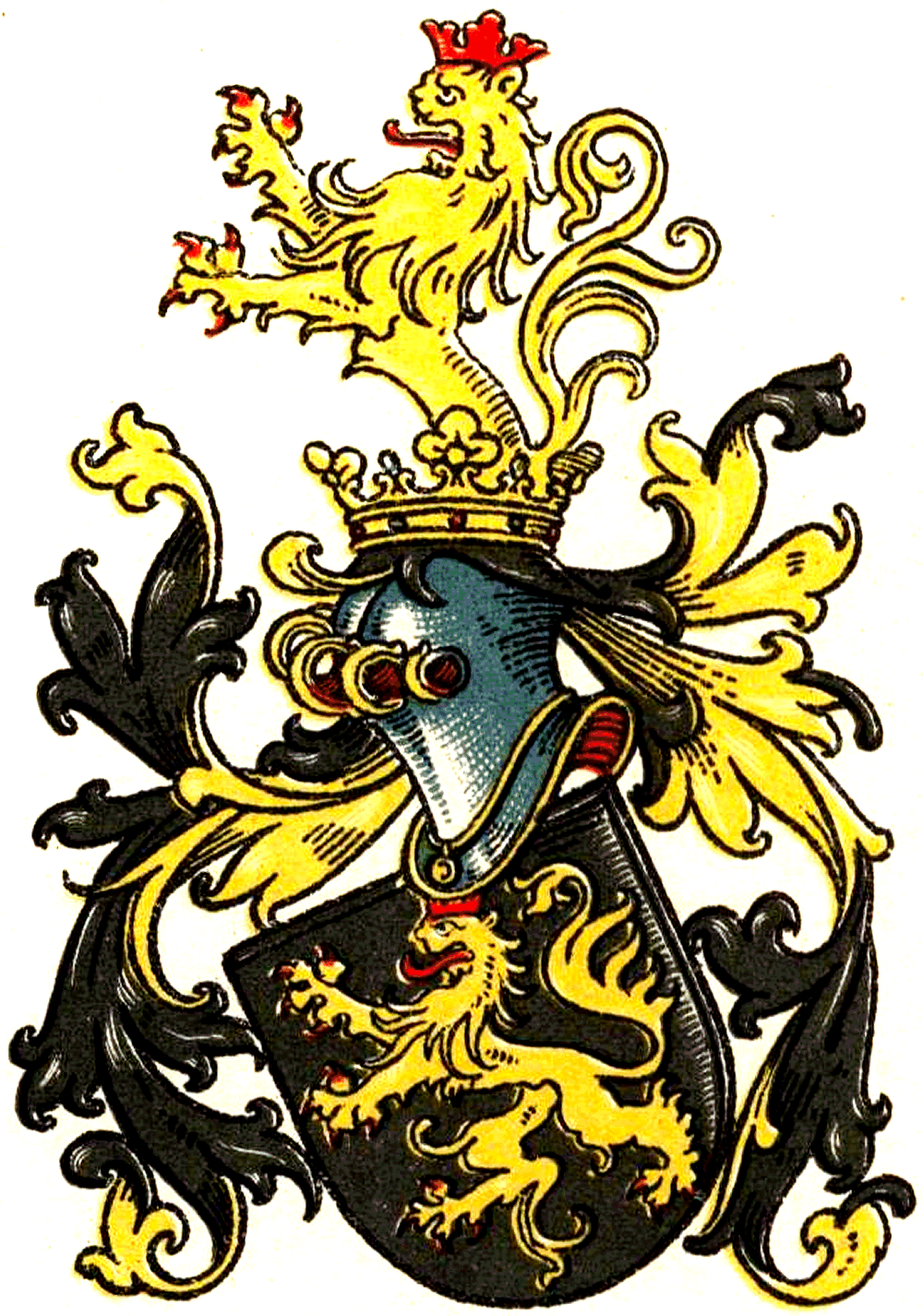
Stammwappen der Schenk von Nydeggen

Die Schenken von Nideggen (auch Schenken von Nydeggen) zählen zum ritterbürtigen Adel des Niederrheins. Sie waren zunächst als Mundschenken Ministeriale der Grafen und Herzöge von Jülich, von deren Stammburg in Nideggen sie ihren Namen herleiten.

## Geschichte
Der erste bekannte Namensträger war Christianus pincerna de Nideke, der 1225–1275 genannt wird. Dessen Sohn Wilhelm war schon im geldrischen begütert, wo die Familie schon bald die Burgen zu Afferden, Walbeck, Arcen an der Maas, Grubbenvorst bei Venlo, Swalmen, Asselt, Well, Bleijenbeek, Hillenraeth und Hoest ihr eigen nannte. Diedrich Schenk, vermählt mit einer Aleid van Bellinghoven, wurde kurz nach 1400 der Stammvater der Linien zu Walbeck, Bleyenbeek, Afferden und Hoest. Sein Sohn gleichen Namens heiratete eine Aleid van Buren. Dessen Söhne Heinrich und Diedrich lebten mit ihren Mägden im offenen Konkubinat. Das hinderte aber nicht, dass die Kinder als vollberechtigte Standesmitglieder aufgenommen und allgemein anerkannt wurden. Ein Enkel aus dieser illegitimen Verbindung des Dietrich Schenk mit der Magd Aleid Custers aus Walbeck war der Kriegsobrist Martin Schenk von Nideggen.

### Beziehungen zu den Grafen und Herzögen von Geldern
Dietrich Schenk von Nideggen († 1487) war mit Aleid von Buren, einer Enkelin der Maria von Geldern verheiratet. Maria von Geldern (* 1379) war die Tochter von Herzog Wilhelm von Geldern und Jülich (* 5. März 1344; † 16. Februar 1402 in Arnhem/NL) und Herzogin Katharina von Bayern (* 1360 in Den Haag; † 1402).
Am 29. Juni 1503 heiratete Aleid Schenck von Nideggen († 21. Dezember 1555), Erbin von Arcen, Rainer Bastard von Geldern (* ca. 1460, † 11. November 1522). Er war ein unehelicher Sohn des Adolf von Egmond, Herzog von Geldern, und der Elisabeth von Haeften. Rainer Bastard von Geldern wurde 1499 Herr von Grunsfoort, 1502–22 Statthalter des Oberquartiers Geldern, 1507 geldernscher Rat, 1514 Drost der Veluwe und 1516 Herr von Wickrath. Aleid und Rainer wurden zu den Stammeltern der späteren Grafen von Geldern-Egmond.

### Linie Bleijenbeek und Afferden
Heinrich Schenk von Nideggen (* 1370 in Afferden; † 8. Dezember 1452 in Goch),⚭ Aleidis von Hertefeld (* 1370 in Weeze; † 1452 in Goch)
- Diedrich (* 1413 in Arcen; † 1487) ⚭ Aleid von Buren (* 1410 in Buren; † 7. August 1487 in Bleijenbeek)
  - Dietrich († 3. August 1525) [⚭] Aleid Custers
    - Heinrich ⚭ Henrica von Galen
      - Bernard ⚭ Mechteld van Wylich
      - Diedrich ⚭ Agnes van Berchem
        - Henrica ⚭ Bartholomeus Petri, Schultheiß zu Boxmeer

      - Johann
      - Katharina ⚭ Junker Dirk Bock

    - Diederich ⚭ Anna von Berlaer
      - Peter (* 1547 Goch; † 1650)
      - Martin (* 1549 in Goch; † 10. August 1589 in Nijmegen) ⚭ Maria von Geldern, Tochter von Derk von Geldern zu Arssen und Frederika von Rechteren
      - Johann
      - Maria Margaretha

    - Peter
    - Johann
    - Winand
    - Alheid
    - Maria ⚭ Franz von Limburg
    - Magaretha

  - Petronella ⚭ Friedrich von Hüls
  - Otto
  - Thomas
  - Adelheid
  - Anna
  - Elisabeth
  - Winand ⚭ Johanna von der Donck
  - Johann
  - Roelmann
  - Heinrich ⚭ Aleid von Hegeraeth
- Adelheid (von Brempt)
- Johann († 24. Mai 1491) Drost zu Middelaar

## Wappen

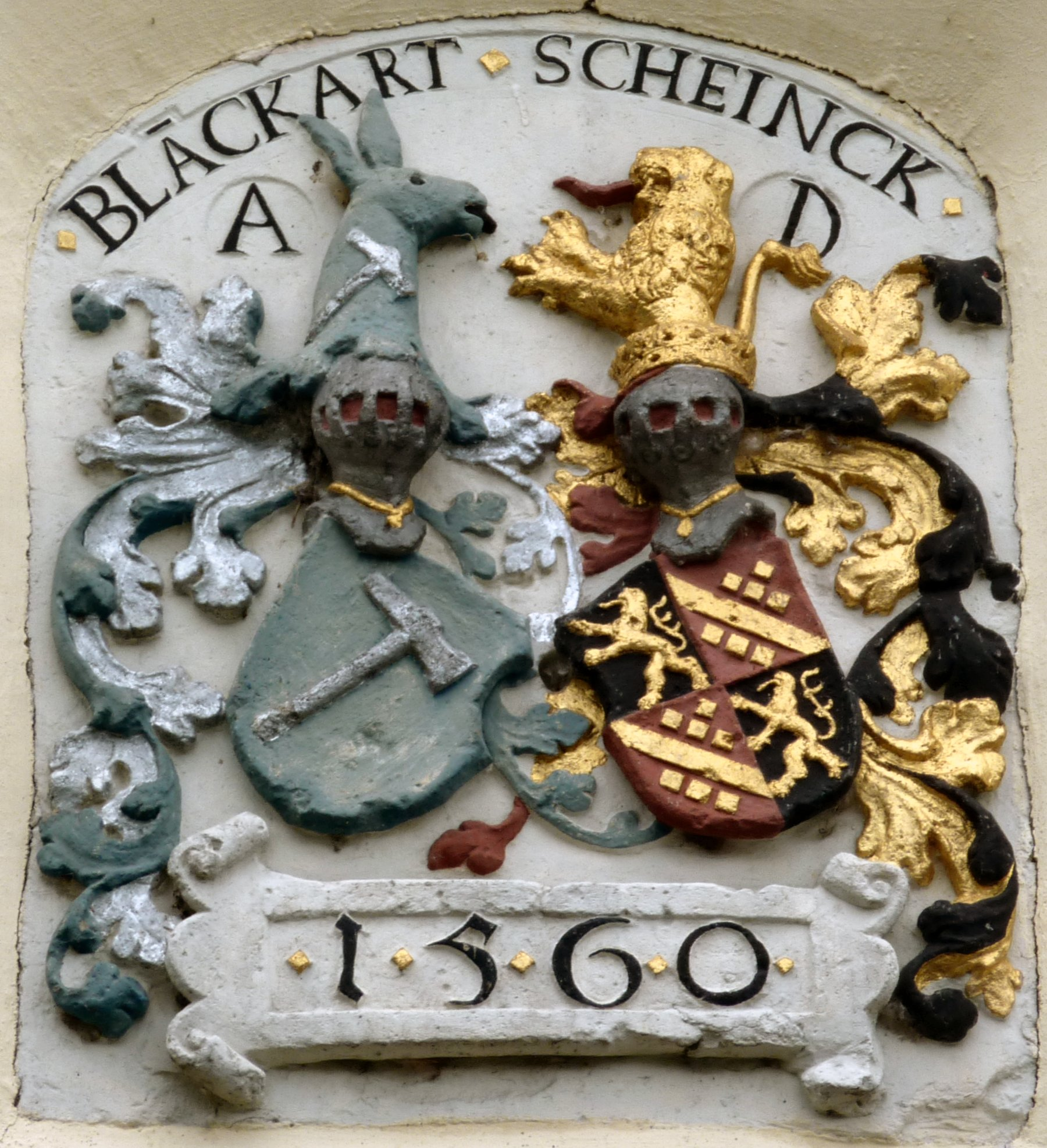
Allianzwappen auf Burg Odenhausen: Blankart und Schenk (1560)

Das Stammwappen zeigt in Schwarz einen (rotgekrönten und) rot-bewehrten goldenen Löwen. 1271, wie auch 1420, 1487 und 1560 wurde der Löwe ohne Krone dargestellt, 1271 zudem von einer Schrägleiste überdeckt. Auf dem Helm mit schwarz-goldenen Decken der Löwe wachsend.
Das Wappen wurde vor 1560 mit geviertem Schild vermehrt: Feld 1 und 4 das Stammwappen, Feld 2 und 3 Rot mit goldenem Schrägbalken, oben von vier, unten von drei rautenförmigen goldenen Schindeln begleitet.